# Королева Карибов
«Королева Карибов» (итал. La regina dei Caraibi) — приключенческий роман из цикла «Антильские пираты» итальянского писателя Эмилио Сальгари, изданный впервые в 1901 году.

## Сюжет
После того, как герцог Ван Гульд сбежал из Гибралтара, Чёрный корсар с пиратами Кармо, Ван Штилерром и Моко отправляется искать его. В Пуэрто-Принсипе он узнаёт, что герцог отправился в город Веракрус. Испанские солдаты осаждают его в доме, где жил управляющий Ван Гульда. Молодая индианка Яра помогает корсарам, но испанцы ранят Чёрного корсара. В то же время два испанских фрегата атакуют корабль Чёрного корсара «Молниеносный».
Чёрный корсар вырывается из западни и отправляется в Веракрус, который берёт штурмом. Герцогу Ван Гульду удалось сбежать во Флориду. Чёрного корсара схватили испанцы. Морган, помощник Корсара, отправляется за ними, берёт корабль с Чёрным Корсаром на абордаж, и они, уже вместе, плывут за фрегатом Ван Гульда. Герцог погибает, взорвав пороховой склад. Чёрного Корсара смывает за борт, и он с тремя пиратами блуждает по болотам Флориды, пока их не ловят индейцы.
Однако Онората Ван Гульд была тоже выброшена на эти берега посте кораблекрушения, и из-за своей красоты стала королевой индейцев. Она прощает Корсара за смерть своего отца, они женятся и уплывают в Европу.

## Переводы на русский язык
- Эмилио Сальгари. Королева Карибов / перевод Н. Верещагина. — Сочинения в 3 томах. — М.: Терра, 1996. — Т. 3: Королева Карибов. Морские истории боцмана Катрама. — 320 с. — (Большая библиотека приключений и научной фантастики). — ISBN 5-300-00470-7.